# Rue Clapier
La rue Clapier est une voie marseillaise située dans le 1er arrondissement de Marseille. 

## Situation et accès
Elle va de la rue Jean-de-Bernardy à la rue Consolat.

## Origine du nom
Elle est baptisée en hommage à l'avocat et homme politique Alexandre Clapier (1798-1891).